# Delphine de Vigan

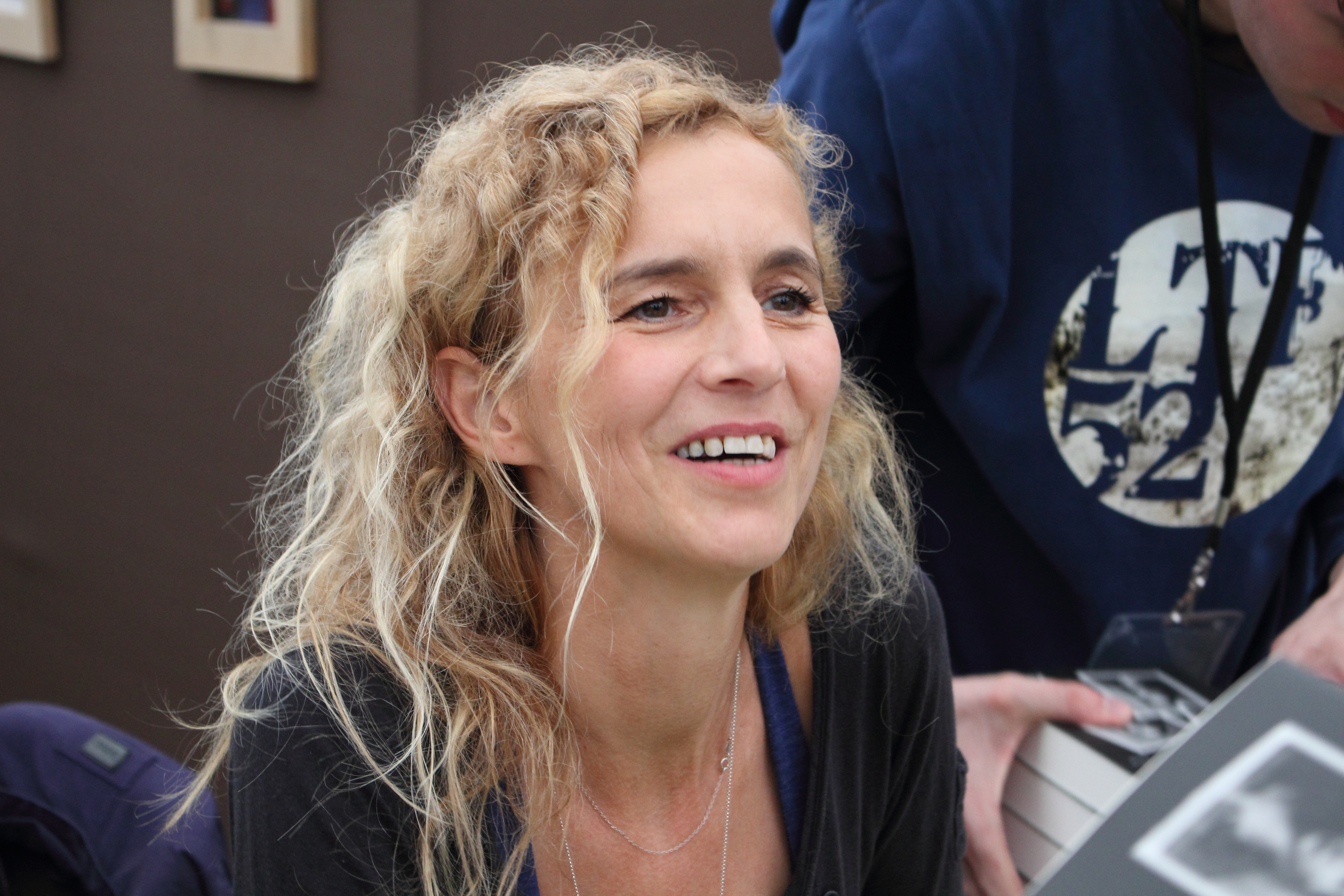
Delphine de Vigan, 2015

Delphine de Vigan (* 1. März 1966 in Paris) ist eine französische Schriftstellerin, Drehbuchautorin und Filmregisseurin.

## Leben
Nach dem Studium an der französischen Schule für Journalismus und Kommunikation (École des hautes études en sciences de l’information et de la communication) arbeitete sie eine Zeitlang in einem Meinungsforschungsinstitut. Während sie dort tagsüber tätig war und parallel ihre Kinder versorgte, schrieb sie abends und nachts ihre ersten Romane. Den ersten Roman Jours sans faim (Tage ohne Hunger) veröffentlichte sie unter dem Pseudonym Lou Delvig. Alle folgenden Romane erschienen unter dem Namen Delphine de Vigan. Seit 2007, nach dem großen Erfolg ihres Romans „No & ich“, lebt sie vom Schreiben. Sie lebt mit ihren beiden Kindern in Paris.

## Veröffentlichungen
Delphine de Vigan hat mehrere Romane veröffentlicht. Für ihren 2006 veröffentlichten dritten Roman Un soir de décembre erhielt sie den Literaturpreis Saint-Valentin. Ihren endgültigen Durchbruch als Autorin erreichte sie mit ihrem Roman No et moi (No & ich), in dem sie das Leben einer jungen Obdachlosen aus Sicht eines hochbegabten dreizehnjährigen Mädchens schildert. Der Roman wurde mit dem Prix des Libraires 2008 und dem Prix du Rotary international 2009 ausgezeichnet; er wurde in mehr als zwanzig Sprachen übersetzt und von Zabou Breitman verfilmt.
Ihr zentrales Thema sind die Schäden, die das Verhalten der Erwachsenen bei den Kindern anrichten. 2013 erzählte sie in Rien ne s’oppose à la nuit (Das Lächeln meiner Mutter) die Geschichte einer Frau, die als Mädchen in den 1950er- und 1960er-Jahren durch die Vermittlung der Mutter zwar eine erfolgreiche Model-Karriere anstrebt, aber später scheitert.
2015 erhielt sie für D’après une histoire vraie (Nach einer wahren Geschichte) den Prix Renaudot sowie den Prix Goncourt des lycéens. Darin geht es um die Frage, was Wahrheit oder Fiktion im Prozess des Schreibens bedeutet. Die Autorin schließt Freundschaft mit einer rätselhaften Frau, die ihr langsam immer ähnlicher wird, während ihr selbst die Fähigkeit zu schreiben entgleitet. Roman Polański drehte nach dem Buch 2017 den gleichnamigen Film Nach einer wahren Geschichte.
Im Jahr 2018 erschien ihr Roman Loyalitäten, der von dem jungen Theo erzählt, der nach der Scheidung seiner Eltern unter den schwierigen Familienverhältnissen leidet. Aus Überforderung beginnt er, Alkohol in großen Mengen zu trinken. Er gerät in eine fatale Abwärtsspirale, in die er seinen besten Freund mit hineinzieht.
In ihrem 2019 erschienenen Roman Les Gratitudes (Dankbarkeiten) erzählt de Vigan von einer Frau, die im Alter die Sprache verliert. Sie denkt zurück an das Ehepaar, das sie, das Kind Mischka, damals vor den Nazis rettete, und wird zunehmend erfüllt von dem Wunsch, ihnen dafür nachträglich Dank abzustatten.
In ihrem jüngsten Roman Die Kinder sind Könige (2022) thematisiert Vigan in einer Kriminalgeschichte das Leben kindlicher Influencer, die von der Mutter auf Youtube vermarktet werden.

## Rezeption „Loyalitäten“
Der NDR würdigt Loyalitäten als großen Roman und schreibt:

„Der Autorin gelingen die Wechsel fließend. Sie textet unaufgeregt und auf den Punkt. Dennoch bleibt es ein bitteres Buch, manchmal kaum verkraftbar in seiner Schwere. Wäre da nicht diese zarte, liebevolle Zuversicht, irgendwo zwischen den Zeilen.“

Der Deutschlandfunk sieht in dem Werk eine Analyse zwischenmenschlicher Beziehungen und schreibt:

„Was heißt Loyalität wirklich? Delphine de Vigan stellt sich, wie schon in ihren früheren Romanen, hinter die Schwachen in der Gesellschaft. Mit unerbittlicher Schärfe entlarvt sie verkappte, kaputte Strukturen im Schulwesen und in den Familien.“

Das Portal femundo lobt den Roman als hart und präzise und vergleicht ihn mit einer überscharfen Fotografie:

„Nüchtern im Ton, und dabei herzzerreißend, erzählt Delphine de Vigan von der Kälte familiärer Beziehungen und schmerzhaften emotionalen Bindungen. Der kurze Roman erschüttert, lässt einen zuweilen den Atem anhalten – und tröstet mit einem winzigen Hoffnungsschimmer.“

## Werke
- Jours sans faim. Grasset, 2001, ISBN 2-246-61171-7 (veröffentlicht unter dem Pseudonym Lou Delvig).
  - Tage ohne Hunger. Aus dem Französischen von Doris Heinemann. DuMont, Köln 2017, ISBN 978-3-8321-9837-4.
- Les jolis garçons. JC Lattès, 2005, ISBN 978-2-7096-2624-8.
- Un soir de décembre. JC Lattès, 2005, ISBN 978-2-7096-2725-2.
- No et moi. Roman. JC Lattès 2007. ISBN 978-2-7096-3639-1
  - No & ich. Aus dem Französischen von Doris Heinemann. Droemer, München 2008, ISBN 978-3-426-19831-5.
- Les Heures souterraines. Roman. JC Lattès 2009. ISBN 978-2-7096-3040-5.
  - Ich hatte vergessen, dass ich verwundbar bin. Roman. Aus dem Französischen von Doris Heinemann. Droemer, München 2010. ISBN 978-3-426-19886-5.
- Rien ne s’oppose à la nuit. Roman. JC Lattés 2011. ISBN 978-2-7096-3579-0.
  - Das Lächeln meiner Mutter. Aus dem Französischen von Doris Heinemann. Droemer, München 2013, ISBN 978-3-426-19946-6.
- D’après une histoire vraie. Roman, 2015
  - Nach einer wahren Geschichte. Aus dem Französischen von Doris Heinemann. DuMont, Köln 2016, ISBN 978-3-8321-9830-5.
- Les loyautés. Roman. JC Lattès 2018
  - Loyalitäten. Übersetzt von Doris Heinemann. DuMont, Köln 2018, ISBN 978-3-8321-8359-2.
- Les Gratitudes. Roman. JC Lattès 2019.
  - Dankbarkeiten. Übersetzt von Doris Heinemann. DuMont, Köln 2020. ISBN 978-3-8321-8112-3.
- Les enfants sont rois Roman. Gallimard 2021.
  - Die Kinder sind Könige. Übersetzt von Doris Heinemann. DuMont, Köln 2022. ISBN 978-3-8321-8188-8.

## Preise und Auszeichnungen
- 2006 Literaturpreis Saint-Valentin[17]
- 2008 Prix des Libraires[18]
- 2009 Prix Rotary International[19]
- 2009 Prix Solidarité[20]
- 2011 Prix du roman Fnac[21]
- 2011 Prix Roman France Télévisions[22]
- 2011 Prix Renaudot des lycéens[23]
- 2012 Le Grand Prix des lectrices de Elle[24]
- 2012 Grand Prix de l’Héroïne Madame Figaro in der Kategorie „Roman“ für Rien ne s’oppose à la nuit
- 2015 Prix Renaudot[25]
- 2015 Prix Goncourt des lycéens[26]
- 2016 Officier de l’Ordre des Arts et des Lettres[27]